# 蝙蝠侠：阿卡姆之城
《蝙蝠侠：阿卡姆之城》是一款根据DC漫畫的《蝙蝠俠》所改編的动作冒險潛入類遊戲，遊戲在Microsoft Windows、Mac OS X、PlayStation 3、Xbox 360和Wii U上發行。它由Rocksteady Studios开发，并由華納兄弟互動娛樂和Square Enix（負責日本地区）發行。遊戲於2011年10月18日從北美發行至全球，而Microsoft Windows版本則是在11月22日發行。
遊戲為《蝙蝠侠：阿卡漢瘋人院》的正統續作，由前作編劇保羅·迪尼、保羅·克羅克和賽夫頓·希爾合作編寫，故事背景靈感來源自《蝙蝠俠：無人地帶》和電影《紐約大逃亡》。這次劇情主要發生在前作的一年後，蝙蝠俠被囚禁在一座新建立的大型開放式監獄「阿卡漢城市」（Arkham City），由高譚市最老舊的街區所改建、並與新城市街區完全隔離的監獄。蝙蝠俠必須揭開邪惡科學家兼監獄主管雨果·史特蘭奇即將實施的「十號規程」（Protocol 10），並於期間再次和昔日的罪犯敵人們交戰。遊戲一部分配音演員都是曾為DC動畫宇宙配音，凱文·康羅伊和馬克·漢米爾繼續聲演蝙蝠俠和小丑。此遊戲繼續採用第三人稱視角，讓玩家以操控蝙蝠俠本人形式來在遊戲裏作戰。而本作變更為版圖更大的開放式世界，升級蝙蝠俠的裝備和作戰模式以外，除了主線劇情以外還引進了其他支線任務。
遊戲發行後再次獲得全方面的讚賞，好評主要集中於遊戲的敘事、角色、音樂、配音、遊戲世界設計、作戰模式以及導航能力，為2011年評價最高的電子遊戲之一。在Metacritic的評論中，遊戲相繼獲得年度最佳遊戲、最佳動作冒險遊戲以及最佳原創遊戲音樂等成就。遊戲被列入「史上最佳電子遊戲」之一，續作包括前傳遊戲《蝙蝠俠：阿卡漢起源》以及正統續作《蝙蝠俠：阿卡漢騎士》。

## 玩法
《蝙蝠俠：阿卡漢城市》是一部開放世界的動作冒險潛入類遊戲，界面與操作承襲前作但改善了戰鬥系統，增加了特殊技能和工具。相對前作之遊戲版圖按劇情逐步開放，本作變更為版圖更大的開放式世界並引進支線任務。從本作開始蝙蝠俠可在滑翔時向下俯衝，增加速度後爬升並繼續滑翔以覆蓋更遠的滑翔距離。遊戲於開頭就設定在阿卡漢城市裏，讓玩家可以在遊戲版圖中自由活動。玩家可以在不引起其他罪犯注意的情況下隱蔽行動，利用蝙蝠俠的多數裝備或是偷偷走到敵人後方以將其制服。
與前作相似，遊戲開始時採用線性屬性，協助玩家掌握角色動作和行動方式，在進監獄設施主要範圍後則可自由探索遊戲版圖，但部分地區須待指定劇情章節完成後才解封便以玩家進入。蝙蝠俠可進行的動作包括奔跑、跳躍、攀爬、蹲身、滑翔和以氣動爪鈎登上高點，而因為遊戲地圖的擴增，遊戲特別加入了「氣動爪鈎加速器」（Grapnel Boost），讓玩家通過瞄準一個高點時再次跳躍至空中，這項道具需要於遊戲一開始通過一個飛行模擬訓練（Reality Training）才能拿到。蝙蝠俠在遊戲中同樣擁有「偵探視界」（Detective Vision），使用時能即時獲得環境資訊，遊戲世界將染上藍色以突出可互動物品，包括能被破壞的牆壁、能被拆下的金屬網架、附近區域內的敵人及其警覺程度、平民、屍體等。此模式也適用於追蹤足跡、調查氣味和解謎。
蝙蝠俠有多種用於戰鬥和探索的工具，一些曾經在上一作使用過的裝備，這次在遊戲一開始就能自由使用。蝙蝠鏢擲出後可使敵人短暫失去知覺或啟動遙遠的裝置，其遙控版本在擲出後可自由控制飛行路線，其聲波版本可吸引指定敵人或在引爆後擊昏附近敵人。爆炸凝膠（Explosive Gel）可炸毀弱質牆壁或地面，也可遙控引爆以造成瓦礫擊昏經過的敵人；這次在遊戲裏加上通過特殊按鈕，能讓蝙蝠俠在一秒鐘就能快速在地面上噴上爆破凝膠來攻擊敵人或是摧毀弱質牆壁。蝙蝠爪（Batclaw）能在發射後抓住遠方物品或敵人，同時也能用來開啟金屬網架；密碼音波儀（Cryptographic Sequencer）可破解保全裝置、開啟新道路或關閉各種保全設備，而這次也多了讓蝙蝠俠通過密碼音波儀來收聽電台或是入侵敵方通訊頻率。纜線（Line Launcher）可用作點對點水平滑動，並在滑動的同時讓蝙蝠俠能夠變更滑動方向。煙霧彈（Smoke Bomb）可用作在敵人眾多的情況下擾亂敵人或是製造煙霧來躲避至上空。這次新增加的裝備為遙控充電槍（Remote Electric Charge Gun），可用作暫時電擊敵人或是對無電力的閘門進行暫時性供電，也能通過磁鐵性能來控制可移動金屬。冷凍爆炸手榴彈（Freeze Blast Grenades）能夠作為將敵人暫時冰凍的武器，或是在水上製造一個冰塊筏以通過水面，遊戲後面還能拿到一個冷凍地雷。最後則是干擾器（Disruptor）能夠遠程摧毀敵人的槍械或是地雷。
遊戲總共流程長達40小時的時間，25小時的主線劇情以及15小時的支線任務。遊戲裏的支線任務可以在任何時間嘗試，當中包括蝙蝠俠的敵人—謎語人，這次謎語人的任務中總共有440個謎題。除了和上一作相似的搜集謎語人獎盃、以及解開隱藏在監獄設施各處的謎語以外，還增加了靠謎語搜集進度來解救被鎖在死亡陷阱裏的人質，玩家要靠活用裝備來破解障礙物以及避免踩中陷阱。遊戲中的敵人裏還額外增加了謎語人的「線人」，所有人均以標明綠色來為玩家顯示，玩家每拷問一個線人則會得到線報：獎盃的所在地以及謎底的準確位置。每當在部分敵方解開謎語時，還會開啟一些與主線遊戲有關聯的幕後故事來供玩家閱讀。當謎語搜集進度達到百分之百時，玩家便可以查找到謎語人的位置來抓捕謎語人。
當玩家通過遊戲“中等”或是“困難”模式之後，遊戲的二周目模式（New Game Plus）會解鎖。該模式則會讓玩家重新玩過整體遊戲劇情，在擁有全部的裝備、經驗和作戰能力，來讓玩家去對付更強大、更敏捷、血量更多的敵人。在模式裏，蝙蝠俠的反制能力圖標會解除，玩家如想反制便只能靠自己判斷。遊戲的「挑戰模式」則會用到一些和主線故事分開的地圖，以不同的規則來讓玩家通過各種挑戰，比如多數敵人打鬥或是潛伏行動。
本作首次引進蝙蝠俠以外之可操縱角色—貓女與羅賓；二人擁有其獨特戰鬥動作和特殊技能，可分別使用於挑戰模式和附加下載之故事模式。貓女在主線劇情中作為可操縱角色，和蝙蝠俠有不同的任務以及作戰動作和技能，裝備包括她的標誌性皮鞭、帶爪手套、路釘以及流星錘。而羅賓只會在挑戰模式以及DLC追加故事中作為可操縱角色，裝備和蝙蝠俠的相似，包括隨身長棍、繩索槍、回力標、爆破凝膠、電擊鈕等。

## 劇情

阿卡漢城市標誌

### 背景
阿卡漢精神病院發生的病人暴動事件過去一年，在事件中攬功的奎西·夏普院長（Quincy Sharp）獲得支持當選高譚市新任市長，他隨後立即下令關閉無法容納罪犯的舊病院與黑門監獄，收購城市舊城區並將其改建成為一座大型開放式監獄「阿卡漢城市」（Arkham City），把城市所有的囚犯都移送至此。設施由備受爭議的犯罪心理學家雨果·史特蘭奇監督，保全範圍則由私人軍事組織「老虎保全隊」（TYGER）負責。設施周邊圍繞著大型城牆，天空則有武裝直升機巡邏，囚犯能夠在不企圖越獄的前提下，在監獄範圍裡自由活動。設施內部分別由小丑、雙面人與企鵝人稱霸，三人各自劃分領域、拉幫結派，互不謙讓所引發的領地鬥爭，在設施中掀起一片腥風血雨。除此之外，小丑因為一年前對自己注射過量的「泰坦毒液」（TITAN）而身體受影響，其血液出現致命性突變，生命首次開始受到威脅。

### 主線劇情
布魯斯·韋恩召開記者會公開反對設立阿卡漢城市，卻突然被老虎保全隊無故拘捕，雨果表示自己知曉其蝙蝠俠身份，還聲稱將會在十小時後實行「十號規程」（Protocol 10）。淪為囚犯的布魯斯剛進設施就步入企鵝人的地盤，逃到屋頂上呼叫管家阿福而取得戰服和裝備。蝙蝠俠首先在舊法院阻止雙面人處決企圖偷盜機密文件的貓女，聽完貓女的供述認為小丑知悉十號規程的詳情，追蹤小丑至「賽恩尼斯煉鋼廠」（Sionis Steel Mill）中，但最後意外遭到小丑從背後伏擊而被擒獲。飽受病魔侵蝕的小丑強制蝙蝠俠幫他去尋找治癒解藥，同時對蝙蝠俠進行輸血而一同受感染，甚至揚言自己長期將大量毒血樣本送至高譚市各大醫院的供血庫。
為了獲得解藥救治自己與其他受感染的市民，蝙蝠俠被迫配合小丑去尋找解藥，卻得知幫小丑開發的急凍人已遭企鵝人俘虜其大本營「國家歷史研究博物館」（Cyrus Pinkney National History Institute）中。蝙蝠俠闖入博物館，獨身擊敗企鵝人的軍隊而救出急凍人，包括幾名由高登局長指派進來臥底的警察。不甘心的企鵝人亮出他的最後王牌所羅門·格蘭迪，一頭藏於他私人俱樂部地下的神秘不死怪物，但蝙蝠俠仍擊敗格蘭迪、使其回到假死狀態，全軍覆沒的企鵝人則被關入展示櫃中。但急凍人表示解藥因缺乏一種復原性酵素而不具效力，蝙蝠俠突然想到他原先的師父，已復活過數十次的忍者大師之血液中就含有該酵素並足以完成解藥。
蝙蝠俠故意放跑一名禁錮於企鵝人博物館展櫃中的女忍者，追蹤她至設施地下的棄置展覽會「奇跡之城」（Wonder City）的盤據宮殿，重逢與他有過一段情的忍者大師之女塔莉亞。由於體內毒血持續惡化而逐漸影響行動力，蝙蝠俠喝下一部分再生泉水暫時恢復體力，通過數百年來無人通過的「惡魔試練」（Demon Trials）後獲得見忍者大師的資格。但蝙蝠俠還是拒絕殺生，便只能和剛從「再生池」（Lazarus Pit）裡恢復青春的忍者大師決戰，勝出後成功取得忍者大師的血。蝙蝠俠剛返回地面就得知當市長的夏普也被扔進設施中淪為階下囚，推斷夏普同樣掌握著對雨果不利的證據。經過對夏普的一番拷問，蝙蝠俠得知他是靠雨果暗中協調才當上市長，並證實雨果背後有“大人物”撐腰。
蝙蝠俠將血液樣本交給急凍人完成治癒解藥，但急凍人卻以此要挾蝙蝠俠幫他救出他受小丑挾持的妻子諾拉，蝙蝠俠想辦法制伏急凍人，然而僅有的一劑解藥被小丑的心腹兼戀人哈莉·奎茵趁機搶跑。急凍人為蝙蝠俠提供冷凍裝備作為賠罪，蝙蝠俠以此靠煉鐵廠後方排水道返回內部，卻發現小丑似乎喝下過解藥而“煥然一新”，於是和他與其黨羽們進行一場惡戰。與此同時，雨果獲得市府授權而正式實施十號規程，所有武裝直升機開始對整座阿卡漢城市進行大規模轟炸，借此一舉消滅高譚市的所有罪惡。蝙蝠俠不慎被天花板掉下的瓦礫堆壓住而無法脫身，小丑剛想對其下手卻被塔莉亞現身阻止，而塔莉亞答應以永生之秘密來換取蝙蝠俠一命，同時暗中帶上蝙蝠俠的追蹤器來讓他追蹤。
貓女靠毒藤女協助而潛入存放囚犯私人物品的金庫，取回自己的財物後剛準備一走了之，但得知蝙蝠俠受困後選擇放棄逃跑機會而折返將他救出。在神諭和阿福的忠告下，蝙蝠俠決定將阻止十號規程為優先，突破重圍抵達雨果所在的阿卡漢城市最高建築「奇跡之塔」（Wonder Tower）的觀測中心。隨著雨果無計可施，神諭遠程關閉十號規程，但忍者大師突然現身背叛刺傷雨果，其身為雨果的幕後主人兼共謀者，並表示是基於蝙蝠俠更勝一籌才斷絕合作。不甘心被當作棄子的雨果臨死之際口述啟動讓觀測中心自毀的「十一號規程」（Protocol 11），蝙蝠俠在爆炸瞬間與忍者大師共同跳塔逃生。忍者大師卻不願被蝙蝠俠所救，在落地前以劍刺腹自盡，遺體最後掛在監獄設施門口。
小丑挾持塔莉亞威脅蝙蝠俠來到「君主劇院」（Monarch Theatre）中，塔莉亞趁機刺殺小丑，拿出她先前從哈莉手中搶回的解藥。然而，仍患絕症的小丑本尊偷襲槍殺塔利亞，而假小丑同時現出原形證實是泥面人。蝙蝠俠用塔莉亞的劍與冷凍裝備擊敗泥面人，但小丑炸毀劇院地板通向位於正下方的再生池欲獲得永生，迫使蝙蝠俠摧毀周邊儀器使池水徹底無效。搶回解藥的蝙蝠俠喝下一半痊癒，但開始猶豫是否要把餘下解藥交予小丑，直到小丑背後捅刀導致解藥脫手落地摔碎而無效。蝙蝠俠對瀕死的小丑坦白「自己其實仍選擇救他」，最後目視小丑含笑而終、結束罪惡的一生。蝙蝠俠在眾囚犯的圍觀之下抱著小丑遺體走出監獄大門，將遺體置於趕至門外的警車上後，未理會高登的問題後平靜地離開現場。

### 附加任務
- 暴力行為（Acts of Violence）：在阿卡漢城市的各處拯救被囚犯毆打或挾持的無辜政治犯人。
- 謎中之謎（Enigma Conundrum）：在阿卡漢城市的各處搜集謎語人獎盃、包括解開各種謎題，借此搜集足夠的情報來拯救被謎語人挾持的人質，最後找到謎語人的藏身處。
- 脆弱聯盟（Fragile Alliance）：協助班恩摧毀放置在阿卡漢城市內部的六個「泰坦毒液槽」。
- 來電殺手（Cold Call Killer）：考接聽城市中各處的公共電話來追蹤維克多·薩斯，以拯救被他挾持的人質。
- 冰冷之心（Heart of Ice）：協助急凍人尋找被小丑的手下看管的妻子諾拉（英语：Nora Fries）。
- 身份竊賊（Identity Theft）：調查城市中出現的幾具被割下臉的無名屍體，最後找到被稱為「身份竊賊」的兇手本尊。
- 黑暗槍響（Shot in the Dark）：透過調查多名被遠距離槍殺的無辜政治犯人，抓捕躲在暗處行刺的死亡射手。
- 喝茶派對（The Tea Party）：打敗瘋帽客並走出他的催眠陷阱。
- 紅翼守望者（Watcher in the Wings）：透過一位站在城市四個不同高處的神秘守望者所留下的符號，來尋找並面會守望者本人。

### DLC追加故事
- 哈莉·奎茵的復仇（Harley Quinn's Revenge）

小丑死後過去兩星期，悲痛的哈莉精神狀況持續惡化，為了復仇而帶領黨羽越獄重新佔領設施工業區，挾持幾名警察躲進煉鐵廠深處。蝙蝠俠對高登局長自告奮勇前去救援，卻中哈莉埋伏而被俘虜。因為蝙蝠俠失蹤兩天，化身羅賓的蒂姆·德雷克與神諭裡應外合而潛入煉鐵廠救他，最後發現蝙蝠俠被哈莉囚禁在一座為緬懷小丑而造的大型機械雕像上。羅賓首先救出所有警察人質，取得鑰匙救出蝙蝠俠，而蝙蝠俠脫身後首先解除哈莉設置的三顆炸彈，乃至制伏哈莉後卻發現雕像上的炸彈無法拆解。蝙蝠俠只好帶著哈莉在爆炸的一刻逃出煉鐵廠，哈莉剛想背後捅刀卻被羅賓制伏，而所有警察人質也平安脫險。蝙蝠俠完成任務後仍無言獨自離開，高登局長於是繼續疏散作業，完成工作後正式封閉阿卡漢城市。

## 人物

### 蝙蝠家族
- 布魯斯·韋恩／蝙蝠俠（Bruce Wayne / Batman；凱文·康羅伊配音）
- 阿福·潘尼沃斯（Alfred Pennyworth；馬丁·賈維斯（英语：Martin Jarvis (actor)）配音，僅聲音出場）
- 芭芭拉·高登／神諭（Barbara Gordon / Oracle；金柏莉·布魯克斯（英语：Kimberly Brooks）配音，僅聲音出場）
- 蒂姆·德雷克／羅賓（Tim Drake / Robin；特羅伊·貝克配音）
- 瑟琳娜·凱爾／貓女（Selina Kyle / Catwoman；格蕾·德莱勒配音）
- 迪克·格雷森／夜翼（Dick Grayson / Nightwing；無聲音演出，僅挑戰模式出場）

### 敵人
- 雨果·史特蘭奇（Hugo Strange；科瑞·波頓（英语：Corey Burton）配音，遊戲主要反派）
- 小丑（；馬克·漢米爾配音）
- 哈莉·奎茵（Harley Quinn；塔拉·史壯配音）
- 雙面人（Two-Face；特羅伊·貝克配音）
- 企鵝人（Penguin；諾蘭·諾斯配音）
- 忍者大師（Ra's al Ghul；迪·布拉德利·貝克（英语：Dee Bradley Baker）配音）
- 塔莉亞·奧·古（Talia al Ghul；史坦娜·卡蒂克配音，後為盟友）
- 急凍人（Mr. Freeze；莫瑞斯·拉馬歇（英语：Maurice LaMarche）配音，後為盟友）
- 泥面人（Clayface；瑞克·D·沃瑟曼（英语：Rick D. Wasserman）配音）
- 所羅門·格蘭迪（Solomon Grundy；佛萊德·塔阿索利（英语：Fred Tatasciore）配音）
- 謎語人（The Riddler；沃利·溫格（英语：Wally Wingert）配音）
- 維克多·薩斯（Victor Zsasz；丹尼·雅各布斯配音）
- 毒藤女（Poison Ivy；泰西亞·瓦倫查（英语：Tasia Valenza）配音，僅貓女故事線）
- 瘋帽客（Mad Hatter；彼得·麥克尼可配音）
- 班恩（；佛萊德·塔阿索利配音）
- 緘默（；凱文·康羅伊配音）
- 死亡射手（Deadshot；克里斯·考克斯（英语：Chris Cox (actor)）配音）
- 死亡天使（Azrael；卡瑞·佩頓（英语：Khary Payton）配音，無敵意）
- 殺手鱷（Killer Croc；史蒂芬·布魯姆（英语：Steven Blum）配音，客串）
- 日曆人（Calendar Man；莫瑞斯·拉馬歇配音，客串和彩蛋）
- 黑面具（Black Mask；諾蘭·諾斯配音，客串和挑戰模式）

### 其他人物
- 詹姆斯·高登局長（Commissioner James Gordon；大衛·凱（英语：David Kaye）配音）：蝙蝠俠的盟友，因為阿卡漢城市被奎西·夏普市長下令封閉不許警察進入，只能在外戒備。
- 亞倫·凱許（Aaron Cash；德維恩·R·謝潑德配音）：前阿卡漢精神病院的警衛，随着病院被關後失業，便只能擔任阿卡漢城市設施的醫療團隊保全隊長。
- 奎西·夏普市長（Mayor Quincy Sharp；湯姆·肯恩（英语：Tom Kane）配音）：前阿卡漢精神病院的院長，當上市長後宣布建立阿卡漢城市，並將罪犯全部移入其中。
- 維琪·維爾（Vicki Vale；格蕾·德莱勒配音）：著名新聞記者，懷疑監獄設施暗藏黑幕，搭乘直升機進入阿卡漢城市上空直播內部真實情況。
- 傑克·萊德（Jack Ryder；詹姆斯·霍蘭（英语：James Horan (actor)）配音）：著名調查記者，長時間探尋監獄設施內幕，造成他與布魯斯·韋恩一起被抓進阿卡漢城市。

## 配套漫畫
- 《蝙蝠侠：阿卡漢城市》（2011）為數五期的迷你系列，講述遊戲劇情之前的故事。
- 《蝙蝠侠：瘋狂阿卡漢》（2011）共58期
- 《蝙蝠侠：阿卡漢城市-終局》（2012）讲述了小丑死后的事情